# Myrmecocystus melliger
Myrmecocystus melliger är en myrart som beskrevs av Auguste-Henri Forel 1886. Myrmecocystus melliger ingår i släktet Myrmecocystus och familjen myror. Inga underarter finns listade i Catalogue of Life.

## Bildgalleri

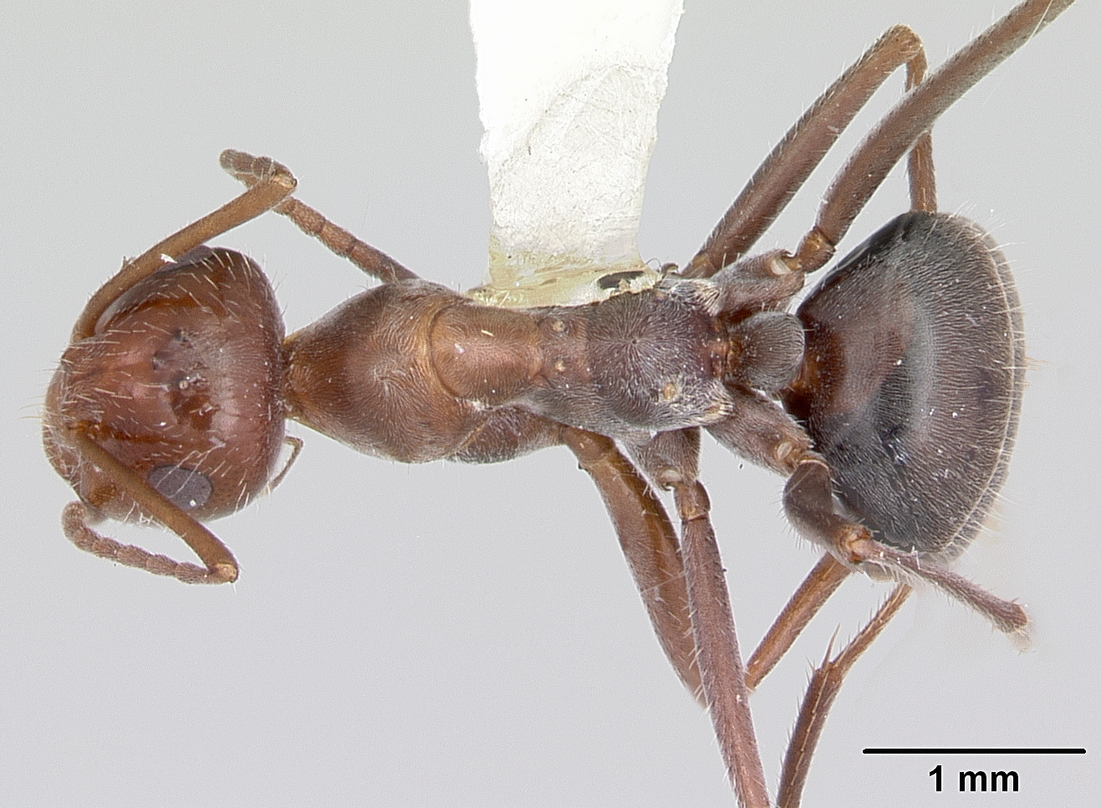
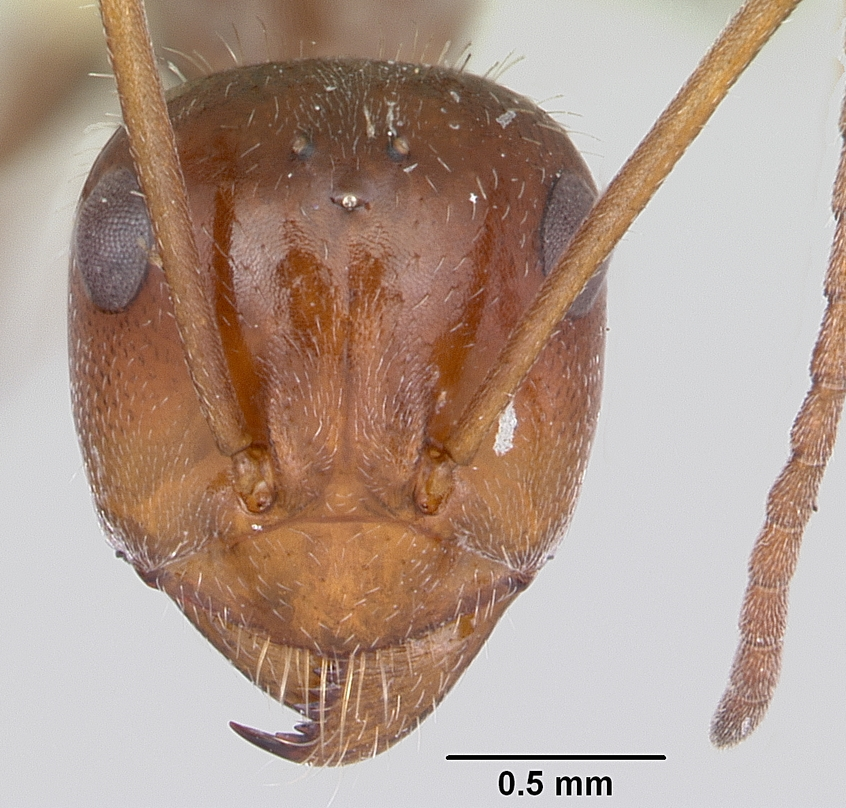
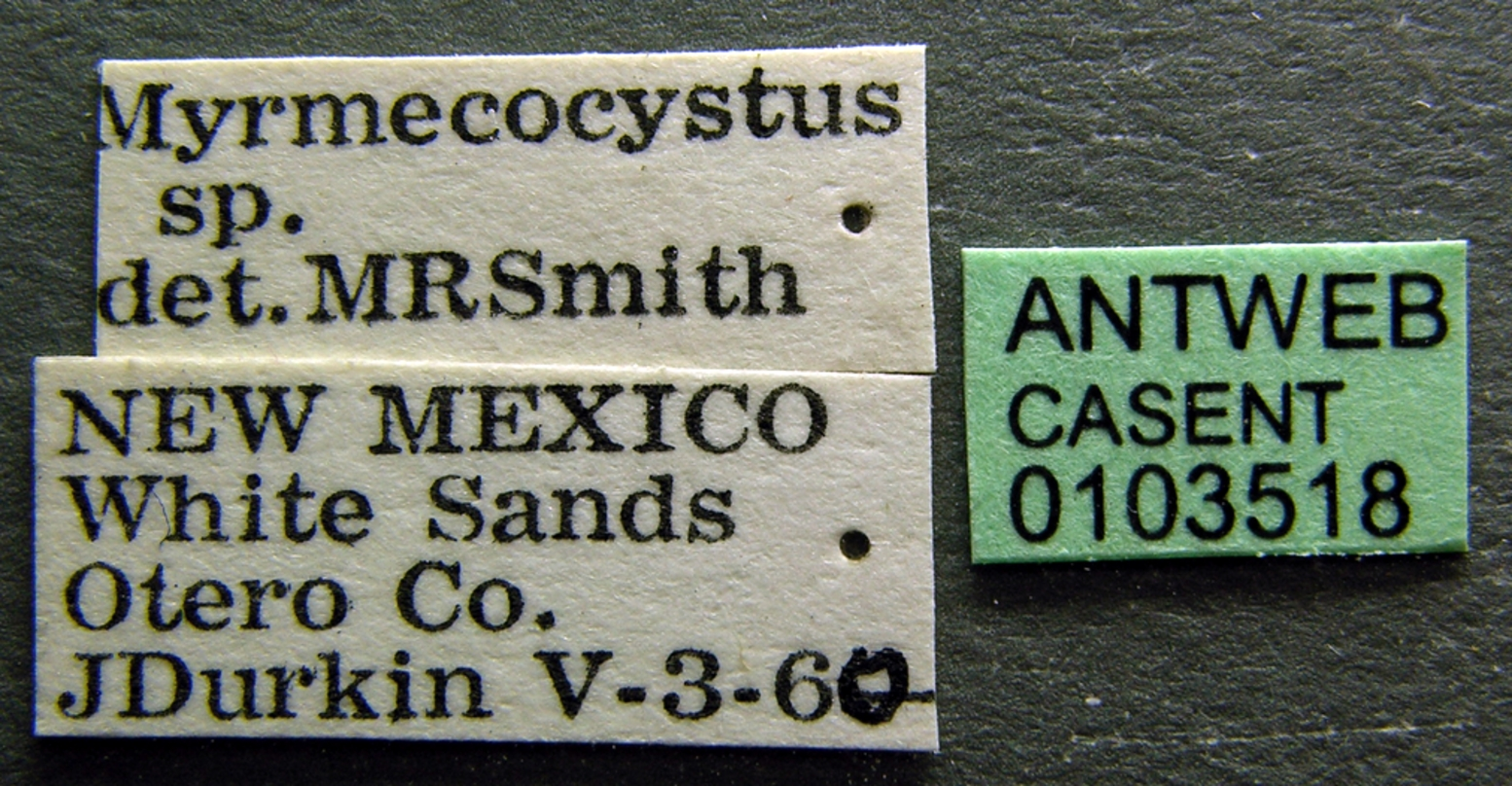
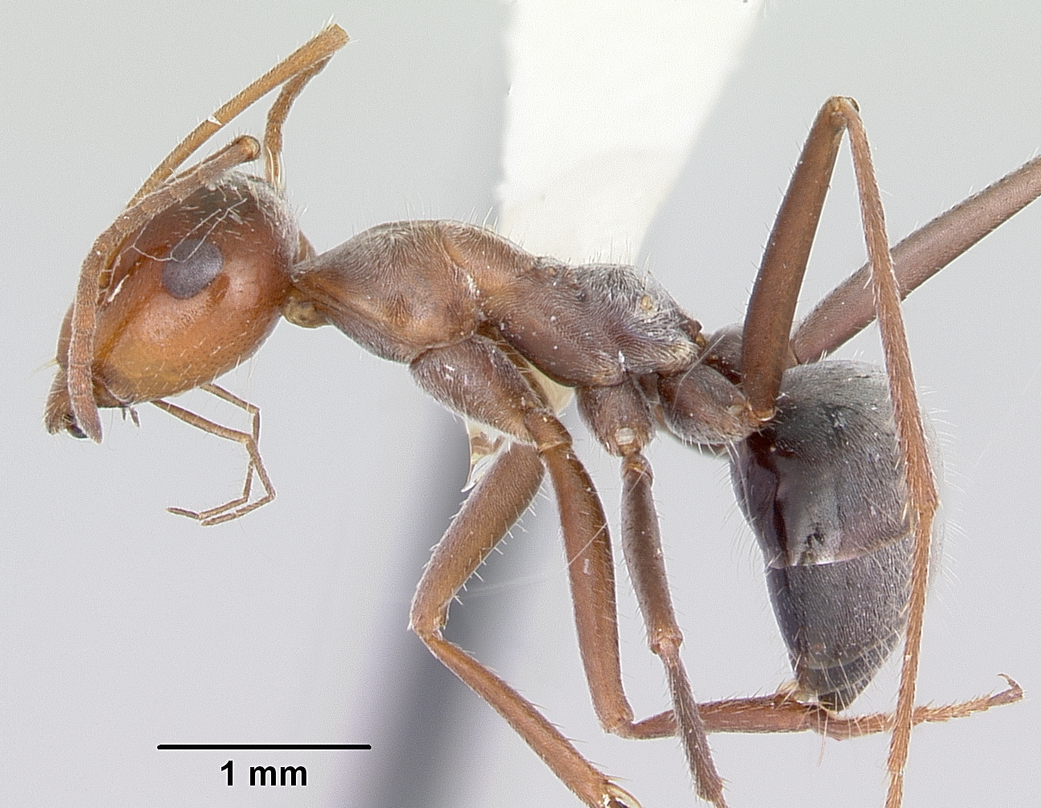
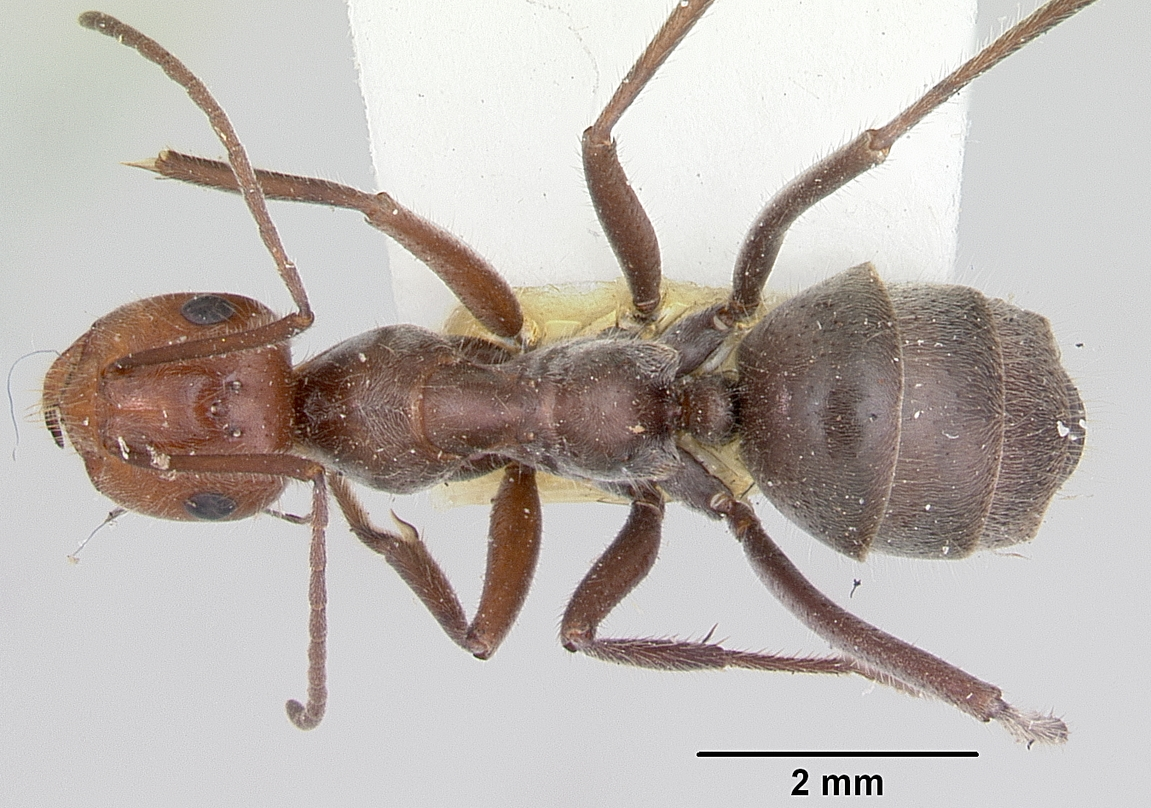
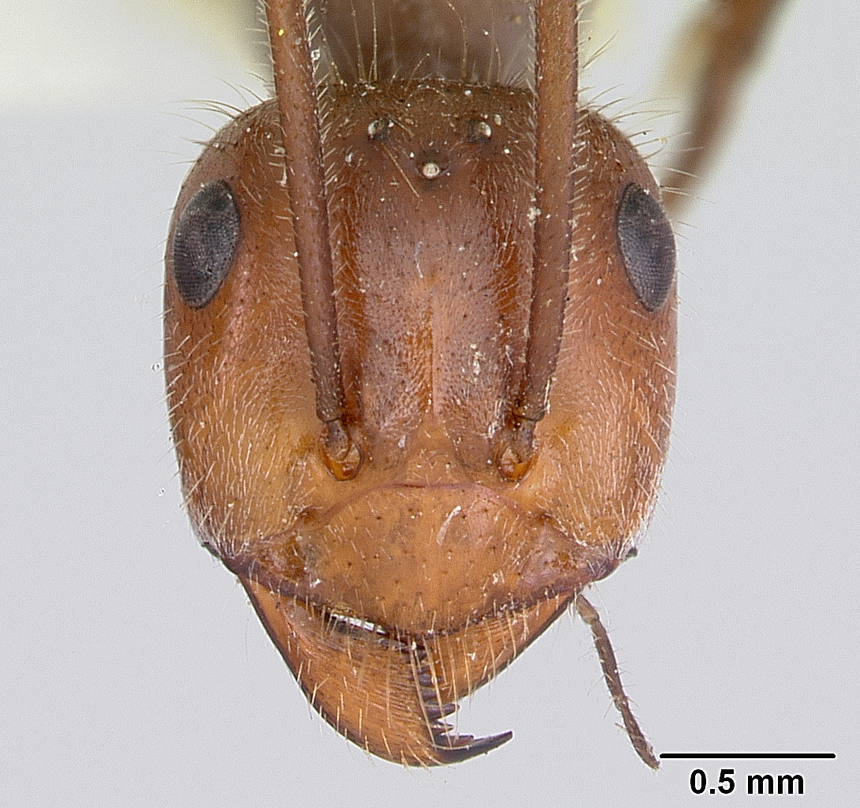